# 上原村 (岐阜県)
上原村（かみはらむら）は、かつて岐阜県益田郡に存在した村である。昭和30年（1955年）に合併で下呂町となった後、現在は下呂市の一部である。
かつての下呂町東部、飛騨川支流の輪川、門和佐川、久野川、この三つの河川の沿岸の村であった。

## 歴史
- 江戸時代末期、この地域は飛騨国益田郡下原郷の一部で、始め飛騨高山藩、後に天領となった。
- 明治8年（1875年） - 久野川村、夏焼村、蛇之尾村、田口村、門和佐村、門原村、保井戸村、火打村、和佐村、瀬戸村、三ツ渕村、福来村、中津原村、大船渡村、中切村、下原町村、渡村が合併し、下原村となる。
- 明治16年（1883年）6月1日 - 下原村の分割により、従来の久野川・夏焼・蛇之尾・田口・門和佐の各村域が上原村として発足。
- 1889年（明治22年）7月1日 - 町村制により村制施行。益田郡上原村となる。
- 昭和30年（1955年）4月1日 - 益田郡下呂町、竹原村、中原村と合併し、改めて益田郡下呂町が発足。同日上原村廃止。
- 平成16年（2004年）3月1日 - 下呂町が旧益田郡の萩原町、小坂町、金山町、馬瀬村と合併し、下呂市となる。

## 学校
- 上原村立門和佐小学校（1967年に統合。現・下呂市立上原小学校）
- 上原村立和川小学校（1967年に統合。現・下呂市立上原小学校）
- 上原村立和川小学校久野川分校（校区変更により1959年に下呂町立中山小学校久野川分校となり1969年廃校）
- 上原村立上原中学校（1968年に下呂町立下呂中学校（現・下呂市立下呂中学校）上原教室となり、1969年廃校）

## 観光
- 白雲座（地芝居の芝居小屋）[1]